# Sebastián Cuerdo
Sebastián Leonel Cuerdo Caminos (Sumampa, Santiago del Estero, 16 de julio de 1986) es un futbolista argentino. Juega de arquero y actualmente se encuentra sin club.

## Trayectoria
Su debut profesional se dio en el Racing de Córdoba, compartiendo el arco con Carlos De Giorgi.

### Arsenal de Sarandí
Luego de hacer inferiores en River Plate  donde llegó a Reserva y ya con experiencia,decidió que lo mejor era ganar minutos y fichó por Arsenal de Sarandí. Fue parte del plantel campeón de la Copa Sudamericana 2007, siendo el tercer arquero detrás de Mario Cuenca y Catriel Orcellet.

### León de Huánuco
Luego de la excelente campaña en el 2010 de León de Huánuco, en la cual logró la clasificación a la Copa Libertadores 2011, Sebastián Cuerdo llega a Huánuco para hacerle competencia a Juan Flores. Ese año, León logró clasificar a la Copa Sudamericana 2012 bajo el mando de Franco Navarro.

### Sport Huancayo
Llegó como refuerzo a Sport Huancayo en enero de 2012 para jugar la Copa Libertadores 2012, siendo eliminado por Arsenal de Sarandí en la fase previa.

### Cobresal
Llega en 2013 a Chile para jugar por Cobresal. Destacó en el Torneo Clausura 2014 ganando la Liguilla Pre-Sudamericana 2014 y clasificando a la Copa Sudamericana 2014.
Tras un paso por Independiente Rivadavia, Cuerdo vuelve a Cobresal en 2015, pasando a ocupar el rol de capitán de Cobresal, consagrándose campeón del Campeonato Transición 2014-2015 y además jugando la Copa Libertadores 2016.

### Chacarita Juniors
A mediados de 2019 se incorpora al elenco de San Martín en donde es titular en los primeros partidos del campeonato.

### Deportes Iquique
En octubre de 2020, es anunciado como refuerzo de Deportes Iquique.

## Clubes
| Club                       | País      | Año       | PJ | Goles |
| -------------------------- | --------- | --------- | -- | ----- |
| Racing de Córdoba          | Argentina | 2005-2006 | 7  | 0     |
| River Plate (Reserva)      | Argentina | 2006-2007 | 0  | 0     |
| Arsenal de Sarandí         | Argentina | 2007-2009 | 0  | 0     |
| San Martín de Tucumán      | Argentina | 2009-2010 | 12 | 0     |
| León de Huánuco            | Perú      | 2011      | 6  | 0     |
| Sport Huancayo             | Perú      | 2012      | 19 | 0     |
| Cobresal                   | Chile     | 2013-2014 | 49 | 0     |
| Independiente Rivadavia    | Argentina | 2015      | 0  | 0     |
| Cobresal                   | Chile     | 2015-2017 | 41 | 0     |
| Sp. Estudiantes (San Luis) | Argentina | 2017-2018 | 0  | 0     |
| Chacarita Juniors          | Argentina | 2019-2020 | 3  | 0     |
| Deportes Iquique           | Chile     | 2020-2021 | 4  | 0     |

## Palmarés

### Copas internacionales
| Título            | Club               | País      | Año  |
| ----------------- | ------------------ | --------- | ---- |
| Copa Sudamericana | Arsenal de Sarandí | Argentina | 2007 |